# Timeless (Sergio Mendes)
Timeless is een album van Sérgio Mendes uit 2006. Er werken veel hedendaagse artiesten aan mee. De bekendste is Will.I.Am van The Black Eyed Peas, die ook als geheel meewerken. Het album werd uitgebracht op 14 februari 2006 door Concord Records.

## Track listing
1. "Mas Que Nada" – 4:22 (ft. The Black Eyed Peas)
2. "That Heat" – 4:13 (ft. Erykah Badu & will.i.am)
3. "Berimbau / Consolação" – 4:22 (ft. Stevie Wonder & Gracinha Leporace)
4. "The Frog" – 3:50 (ft. Q-Tip & will.i.am)
5. "Let Me" – 4:14 (ft. Jill Scott & will.i.am)
6. "Bananeira (Banana Tree)" – 3:14 (ft. Mr. Vegas)
7. "Surfboard" – 4:31 (ft. will.i.am)
8. "Please Baby Don't" – 4:09 (ft. John Legend)
9. "Samba Da Benção (Samba Of The Blessing)" – 4:38 (ft. Marcelo D2)
10. "Timeless" – 3:54 (ft. India.Arie)
11. "Loose Ends" – 5:32 (ft. Justin Timberlake, Pharoahe Monch & will.i.am)
12. "Fo'-Hop (Por Tras de Bras de Pina)" – 3:13 (ft. Guinga & Marcelo D2)
13. "Lamento (No Morro)" – 3:21 (ft. Maogani Quartet)
14. "E Menina (Hey Girl)" – 3:31
15. "Yes, Yes Y'All" – 5:09 (ft. Black Thought, Chali 2na, Debi Nova & will.i.am)